# Lipnik (gmina w rejencji katowickiej)
Lipnik (niem. Amtsbezirk Kunzendorf) – dawna zbiorowa gmina wiejska (Amtsbezirk), funkcjonująca w latach 1941–1945 pod okupacją niemiecką w Polsce. Siedzibą gminy był Lipnik (Kunzendorf).
Gmina Lipnik powstała na obszarze ówczesnego powiatu bielskiego (od 10 października 1939 pod nazwą Landkreis Bielitz), w części powiatu która przed wojną należała do powiatu bialskiego w woj. krakowskim. Landkreis Bielitz należał do rejencji katowickiej w wyodrębnionej 18 stycznia 1941 prowincji Górny Śląsk.
Gminę Lipnik utworzono 1 lipca 1941 z obszaru dotychczasowej gromady Straconka (Dresseldorf) ze zniesionej gminy Biała (1939–41 Landgemeinde Biala) oraz z nowo utworzonej gromady Lipnik (Kunzendorf), wyodrębnionej ze zniesionego miasta Biała Krakowska (niem. Biala). 1 kwietnia 1942 do gminy Lipnik przyłączono też główną część zniesionej gminy o uprawnieniach Deutsche Gemeindeordnung Mikuszowice Krakowskie (niem. Nikelsdorf-Ost).
Na początku 1945, gmina składała się z trzech gromad (Gemeinden): Straconka (Dresseldorf), Lipnik (Kunzendorf) i Mikuszowice Krakowskie (Nikelsdorf-Ost).
Jednostka przetrwała do 1945 roku. Po wojnie zniesiona.